# Tubby Hayes
Tubby Hayes, geboren als Edward Brian Hayes (Londen, 30 januari 1935 – aldaar, 8 juni 1973), was een Britse jazzmuzikant (saxofoon, fluit, vibrafoon) en componist.

## Carrière
Hayes leerde op achtjarige leeftijd vioolspelen maar stapte op zijn twaalfde over op de saxofoon. Op vijftienjarige leeftijd werd hij beroepsmuzikant. In 1951 voegde hij zich bij de band van Kenny Baker en hij speelde vervolgens met de bigbands van Ambrose, Vic Lewis en Jack Parnell. In 1955 en 1956 leidde hij een eigen octet met onder anderen Dickie Hawdon, met wie hij toerde door het Verenigd Koninkrijk. Tussen 1957 en 1959 leidde hij de band The Jazz Couriers met onder anderen Ronnie Scott, Terry Shannon, Jeff Clyne en Bill Eyden resp. Phil Seamen, met wie opnamen ontstonden voor Tempo Records. In 1959 was hij ook bij Kurt Edelhagen en ging met diens orkest op een tournee door Duitsland. Als eerste Britse muzikant speelde hij tussen 1961 en 1965 regelmatig in de Verenigde Staten en nam met gereputeerde muzikanten als Rahsaan Roland Kirk, Clark Terry en James Moody meerdere platen op. In Londen leidde hij begin jaren zestig een eigen bigband, waarvoor hij de meeste composities schreef.
In 1964 verving hij bij een Londens optreden van het orkest van Duke Ellington Paul Gonsalves. Met Charles Mingus, Dave Brubeck, John Dankworth en Harry Beckett was hij te zien en te horen in de film All Night Long (1963, een variant van Othello) en met het eigen combo in Wir zeigen, was wir haben (1964) en in Dr. Terror's House of Horrors (1965) met Christopher Lee en Peter Cushing. Hij was te gast op talrijke jazzfestivals in Europa en leidde een kwartet met Mike Pyne, Ron Mathewson en Tony Levin.

## Overlijden
Hayes, die ook werkte met Cleo Laine, overleed op 8 juni 1973 op 38-jarige leeftijd tijdens een hartoperatie. Ian Carr prees hem als getalenteerd componist en arrangeur en als charismatische bigband-leider.

## Discografie
- 1967: For Members Only
- 1968: Mexican Green
- 1969: Live 1969

- Bibliothèque nationale de France: cb139295781 (data)
- Gemeinsame Normdatei: 134973283
- International Standard Name Identifier: 0000 0000 7365 5252
- Library of Congress Control Number: n91110992
- MusicBrainz: cb2142e1-f748-4d32-9ce4-97c366559f04
- Nationale Bibliotheek van Tsjechië: xx0164197
- Nationale en Universitaire bibliotheek Zagreb: 000711345
- Réseau des bibliothèques de Suisse occidentale: 02-A005975057
- Istituto Centrale per il Catalogo Unico: LO1V403580
- Système universitaire de documentation: 251287866
- Virtual International Authority File: 42028324
- WorldCat: E39PBJycTxfyfck36jmQP9vT73